# Very Short Introductions
Very Short Introductions（略称VSI）は、オックスフォード大学出版局が発行する叢書。特定の研究分野やテーマを、専門家が平易に解説する入門書シリーズ。

## 基本情報
1995年から刊行されており、2023年3月時点で730冊が出版・発表されている。商業的成功も収めていて、25以上の他言語に翻訳もされている。大半は200ページ以下であり手に取りやすい。電子書籍版も存在する。
大半は書き下ろしだが、約60冊はオックスフォード大学出版局の過去の出版物から流用されている。いくつかは「Past Masters」叢書から、17-24巻は『The Oxford Illustrated History of Britain』の章から流用されている。
シリーズの各本には背表紙に番号が振られている。これらの番号は、だいたいの出版順序に対応しているが、完全に一致しているわけではない。シリーズからは2冊が取り除かれている。
- #60「シェイクスピア」（ジャーメイン・グリア著）は、「ウィリアム・シェイクスピア」（スタンリー・ウェルズ（英語版）著）に置き換えられた。
- #116「アナーキズム」（コリン・ウォード（英語版）著）は、「アナーキズム」（アレックス・プリチャード著）に置き換えられた。

抽象絵画のような表紙デザインは、出版局所属のデザイナーPhilip Atkinsが2000年から手掛けている。2008年に彼が亡くなった後は、Joanna Usherwoodが引き継いでいる。

## 日本において
日本でも洋書として広く流通しており、英語学習の多読教材としても読まれている。
日本語訳は、岩波書店や丸善出版など複数の版元から出版されている。